# Entosthodon cartilagineus
Entosthodon cartilagineus är en bladmossart som beskrevs av C. Müller 1897. Entosthodon cartilagineus ingår i släktet koppmossor, och familjen Funariaceae. Inga underarter finns listade i Catalogue of Life.